# Diplotaxis tenuis
Diplotaxis tenuis är en skalbaggsart som beskrevs av Leconte 1856. Diplotaxis tenuis ingår i släktet Diplotaxis och familjen Melolonthidae. Inga underarter finns listade i Catalogue of Life.